# Dendrophidion apharocybe
Dendrophidion apharocybe là một loài rắn trong họ Rắn nước. Loài này được Cadle mô tả khoa học đầu tiên năm 2012.